# Ace in the Hole
Pour le film dont le titre original est Ace in the Hole, voir Le Gouffre aux chimères.
Ace in the Hole (titre original : Ace in the Hole) est un roman écrit par cinq auteurs différents sous la direction de George R. R. Martin : Stephen Leigh,Victor Milán, Walton Simons (en), Melinda Snodgrass et Walter Jon Williams. Ce roman est paru en février 1990 en version originale aux éditions Bantam Spectra puis a été traduit en français et a paru le 16 novembre 2016 aux éditions J'ai lu dans la collection Nouveaux Millénaires.
Ace in the Hole est le sixième volume de la saga uchronique Wild Cards mettant en scène des super-héros dans un XXe siècle où, le 15 septembre 1946, un virus extra-terrestre capable de réécrire l’ADN humain est libéré au-dessus de New York et décime 90 % de la population qu'il touche. Les rares survivants épargnés possèdent des super-pouvoirs, on les appelle « As », tandis que les autres sont victimes de difformités plus ou moins avancées, on les appelle « Joker ».
À l'inverse de quatre des cinq premiers volumes qui sont des recueils de nouvelles, ce sixième tome est un roman présentant la particularité d'avoir un auteur dédié à chacun des personnages principaux et écrivant ses aventures, George R. R. Martin étant chargé de relier l'ensemble avec l'aide de Melinda Snodgrass.

## Personnages principaux
- Jack Braun, créé et narré par Walter Jon Williams
- Gregg Hartmann, créé et narré par Stephen Leigh
- Dr Tachyon, créé et narré par Melinda Snodgrass
- Mackie Messer, créé et narré par Victor Milán
- Sara Morgenstern, créé et narré par Victor Milán
- James Spector (Trépas), créé et narré par Walton Simons (en)

## Éditions
- Ace in the Hole, Bantam Spectra, février 1990, 390 p.  (ISBN 0-553-28253-0)
- Ace in the Hole, J'ai lu, coll. « Nouveaux Millénaires », 16 novembre 2016, trad. Sébastien Guillot, 572 p.  (ISBN 978-2-290-06112-1)
- Ace in the Hole, J'ai lu, coll. « Science-fiction » no 12019, 6 novembre 2019, trad. Sébastien Guillot, 704 p.  (ISBN 978-2-290-06868-7)